# Blackadder

Blackadders vapensköld.

Blackadder är namnet på en skotsk klan och därmed ett traditionellt skotskt efternamn, som dock är mindre vanligt i Storbritannien. 
Den fiktive personen Edmund Blackadder (på svenska Svarte Orm) har sitt efternamn efter den här släkten.